# Diego Álvarez Osorio
Diego Álvarez Osorio (Darién, gobernación de Castilla del Oro o de Panamá, 1485-León de Imabite, gobernación de Nicaragua, mayo de 1536) fue el primer obispo de Nicaragua y Costa Rica de la Orden de los Dominicos, tomó posesión de su cargo de obispo pero no fue consagrado como tal. Ocupó el cargo de gobernador de Nicaragua en el año 1535.
Conocido por la defensa y protección de los indígenas. Sus restos fueron encontrados en el año 2000 en el presbiterio de la antigua catedral de León (hoy ruinas de León Viejo) junto a otros obispos.

## Datos biográficos
Diego Álvarez del Osorio se cree que nació en la ciudad de León por el año de 1485. Descendiente de la Casa de Astorga, Reino de León, Norte de España, fue Chantre de la iglesia catedral del Darién Se desconocen los datos acerca de su ingreso a la Orden de los Dominicos. Conocido por haber sido protector y defensor de los indígenas y por su gestión como obispo de la Diócesis de Nicaragua (1531), habiendo sido está establecida por el papa Clemente VII y confirmada por Pablo III.
Tomó posesión de su cargo en 1532 pero no llegó a ser consagrado como tal; fundó el convento de San Pablo de espiritualidad dominica. Se desempeñó en su cargo en los tiempos en que ejercían la gobernatura Pedrarias Dávila (1527-1531) y su yerno Rodrigo de Contreras. Construyó la primera catedral de Nicaragua en León Imabite (1527 y 1536). Gran amigo de fray Bartolomé de las Casas.

### Defensor de los nativos
Su labor como defensor y protector de los indígenas lo testifican los diversos documentos existentes sobre dicha labor del clérigo. En ellos se narra los hechos arriesgados de desembarcar a los indios libres que eran transportados hacía Perú y Panamá; además, quitando encomiendas a los españoles por el maltrato a los indígenas.

### Problemas con el gobernador Contreras
Ante la negativa del Obispo a Contreras para que el Epíscopo testificara en contra de Bartolomé en el caso de la expedición del descubrimiento del Desaguadero (río San Juan), le fue decomisada la principal encomienda que tenía el obispo, la cual, utilizaba para la construcción de la catedral. Una vez quitada dicha Encomienda fue dada por el gobernador a Diego de Machuca.
Como consecuencia de tales represalias contra el obispo, este -según los cronistas- cayó gravemente enfermo y murió entre abril y junio de 1536 en el hospital de León de Imabite. Es muy probable que haya sido envenenado, para evitar que interpusiera queja por el despojo y para que no siguiera con su labor de protección a los habitantes originarios de Nicaragua.

## Descubrimiento de sus restos mortales
En el trascurso de los años se perdió la pista del paradero de su tumba, los cuales permanecían en el presbiterio de la Catedral de León de Imabite (Hoy León Viejo) y descubiertos en el año 2000 por un grupo de expertos del Instituto Nicaragüense de Cultura. Sus restos descansan en el "Mausoleo a los Fundadores" en el centro de la Plaza Mayor de las Ruinas de León Viejo.
En estas excabaciones fueron descubiertos además, los restos de fray Francisco de Mendavia, muerto en 1540, y de fray Lázaro Carrasco muerto en 1562.

## Sucesión
| Predecesor: - | Obispo de la Diócesis de León 20 de abril de 1531 - mayo de 1536 | Sucesor: Francisco de Mendavia (153 - 1540) |